# ایستگاه متروی شهید کلاهدوز
ایستگاه متروی شهید کلاهدوز، نخستین ایستگاه خط ۴ متروی تهران در مسیر شرق به غرب این خط است. این ایستگاه ابتدای بزرگراه شهید یاسینی بالاتر از بانک سپه واقع شده است و دارای سه در بوده که دو در آن به اتوبان شهید یاسینی و دیگری به بوستان پیروزی واقع در جنوب فلکه لوزی در محله تهران نو بازمی‌گردد. این ایستگاه ششمین ایستگاه افتتاح شده در خط ۴ مترو تهران است. در جوار این ایستگاه، دپوی کلاهدوز در خط ۴ وجود دارد که این دپو در سال ۱۳۹۶ به بهره‌برداری رسید. قرار است توسعه شرقی خط ۴ متروی تهران، از این ایستگاه به سمت دانشگاه خواجه نصیر پردیس رضایی نژاد احداث شود.
مساحت فضای سر پوشیدهٔ این ایستگاه بالغ بر ۳٬۸۱۱ متر مربع است.
پس از وارد شدن به ایستگاه متروی شهید کلاهدوز می‌توان مغازه‌هایی از جمله سوپرمارکت، خدمات موبایل و رستوران و… را دید.
امکان گرفتن کارت مترو و بیارتی در این ایستگاه مهیا است .